# Rodeio
Rodeio este un oraș în Santa Catarina (SC), Brazilia.